# Mümliswil-Ramiswil
Mümliswil-Ramiswil est une commune suisse du canton de Soleure, située dans le district de Thal.

Vue aérienne (1947)

## Église de Mümliswil
L'église de Mümliswil a été construite en 1932 dans un style roman néo-classique assez grandiose. Un lieu de culte est mentionné ici depuis 1237. L'édifice est dédié à Saint Martin et à Wendelin. Les vitraux sont du peintre et maître verrier Albin Schweri (1885-1946) . L'orgue (1936) est un instrument remarquable, l'un des rares qui nous soient parvenus de la Manufacture suisse Willisau AG ; il compte 40 jeux sur 3 claviers et pédalier. Sa traction est électro-pneumatique. Cette manufacture a été fermée en 1939.

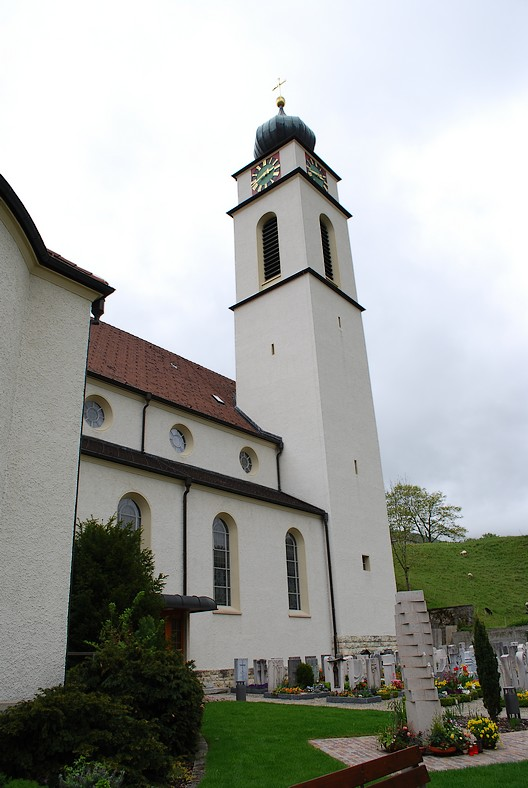
Église de Mümliswil (canton de Soleure)
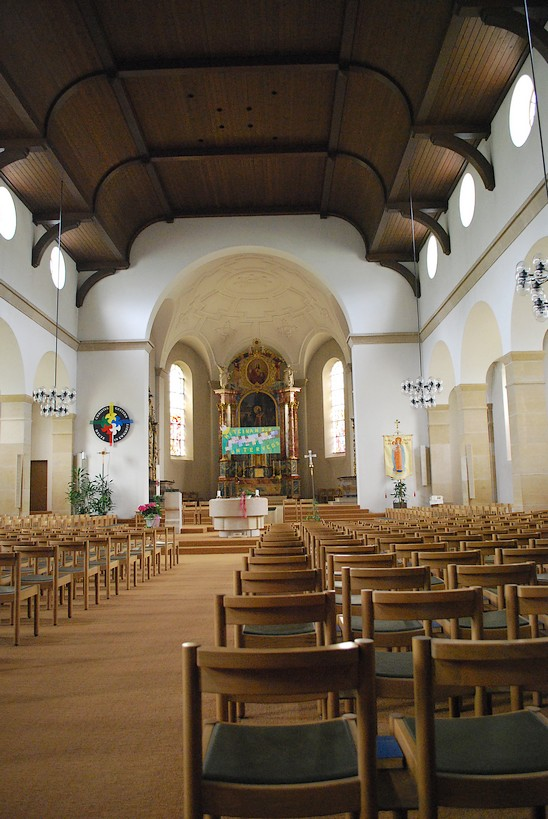
Vue intérieure
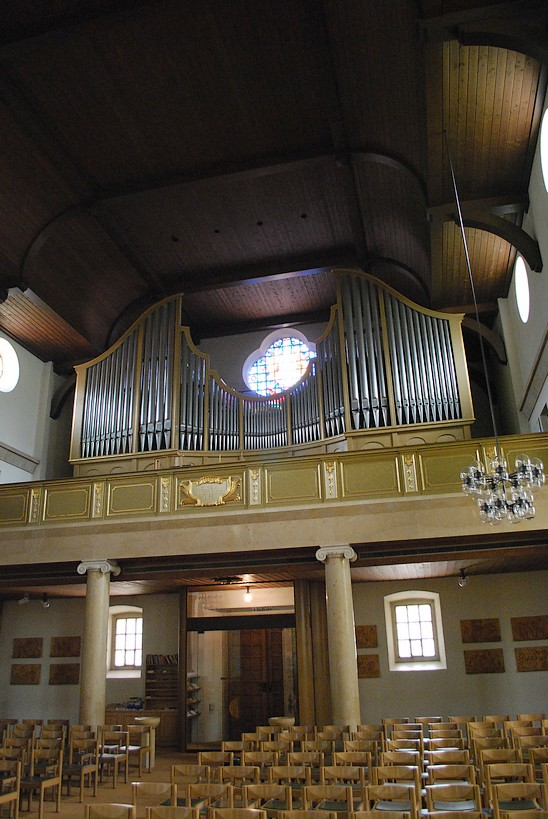
Orgue Willisau AG (1936) à Mümliswil

## Église de Ramiswil
Ramiswil est une agglomération située sur la route qui mène au Nord du canton de Soleure par le col du Passwang. Ce col eut une importance assez grande du temps de la pleine activité de l'abbaye bénédictine de Beinwil. Actuellement, ce col est essentiellement touristique et permet, cependant, de toujours rejoindre la splendide abbaye de Beinwil. L'église de Ramiswil est mentionnée déjà au XIIIe siècle. En 1523, elle est dédiée à saint Nicolas. Dès 1616, elle est consacrée aux saints Ours et Victor, patrons de la cathédrale de Soleure. L'église, en mauvais état, est restaurée en 1730. En 1869, une nouvelle église néo-gothique est construite. On y remarque un orgue du facteur fribourgeois Ayer (1993). Dans la nef on remarque un très beau tableau représentant saint Nicolas (1618).

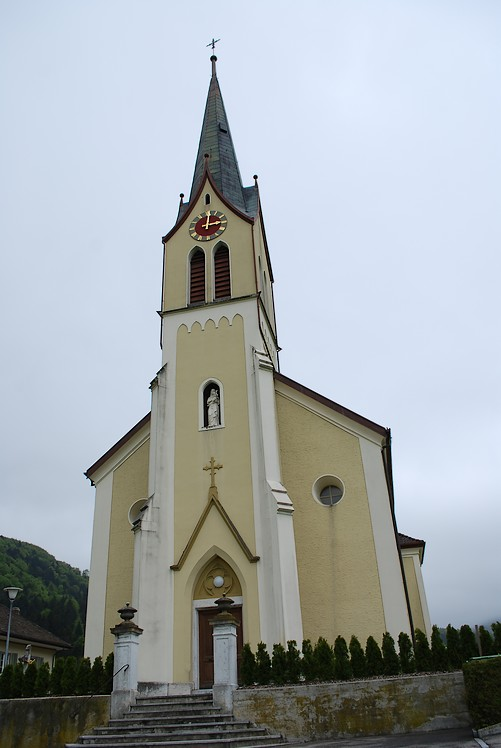
Église de Ramiswil (1869)
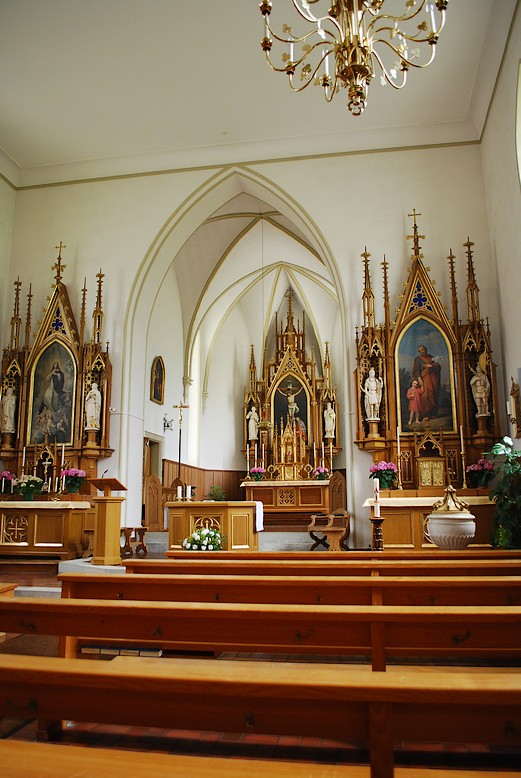
Intérieur de l'église
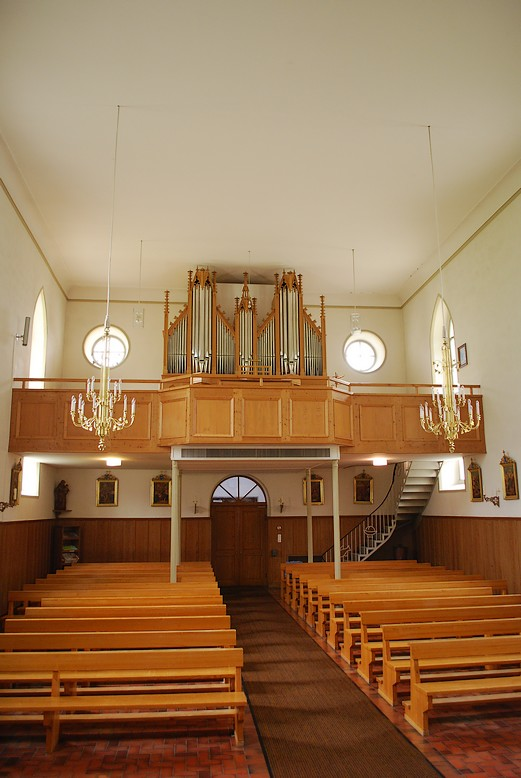
Orgue Ayer de l'église de Ramiswil (1993)
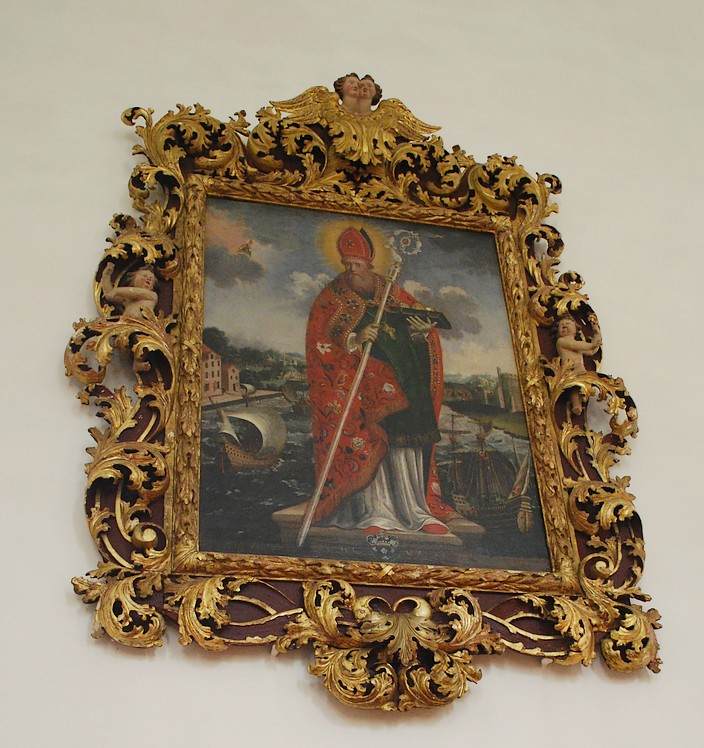
Tableau représentant saint Nicolas (1618)

## Personnalités
Le gymnaste Hermann Hänggi (1894-1978), double champion olympique à Amsterdam en 1928, est né à Mümliswil-Ramiswil.